# Motech Industries
Das Unternehmen Motech Industries Co. Ltd. ist einer der weltweit größten Hersteller von Solarzellen mit Sitz in Taipei (Taiwan).

## Geschichte
Gegründet wurde das Unternehmen im Juni 1981 unter dem Namen Meter International Corporation. Die Firma entwickelte und produzierte zunächst ausschließlich Messinstrumente. 1998 wurde das Unternehmen in Motech umbenannt und die Motech Solar gegründet. Die Herstellung von Solarzellen begann 1999. Mit der Gründung von Motech Power Division im Jahre 2002 sollte eine Konzentration auf die Planung und Entwicklung von Photovoltaik-Komplettsystemen erfolgen. 2003 trat Motech mit dem Slogan „Moderne Technologie für eine nachhaltige Welt“ an. Seit 2004 entwickelt das Unternehmen auch Wechselrichter (englisch: Inverter). Die Geräte wurde von der Energiekommission Kaliforniens geprüft und als besonders effektiv eingestuft. Im Januar 2012 wurden die Anteile der Firma Motech Instruments, die hochwertige Test- und Messinstrumente liefert, an die B&K Precision Corporation verkauft. Im Jahr 2012 erreichte Motech eine Produktionskapazität von mehr als 2,0 GW, und wurde deshalb als einer der weltweit führenden Zellhersteller gelistet. Durch eine Fusionsvereinbarung von Motech und Topcell Solar International Co. Ltd. ("TSi") im Jahr 2015 wurde das Unternehmen zum weltweit größten professionellen Hersteller von Photovoltaikzellen mit einer Produktionskapazität von 3,2 GW im Jahr 2016. 2017 gründete das Unternehmen ein Joint Venture mit Giga Solar Materials, einem Anbieter von Leitpasten, und gründete die Taiwan Solar Module Manufacturing Corporation (TSMMC). Im selben Jahr wurde die Motech Energy System Co. Ltd, früher bekannt als Motech Power Business Center, als neue Tochtergesellschaft gegründet, um die Expansion in die Solarkraftwerksbranche voranzutreiben. Motech ist am taiwanesischen Over-the-Counter (OTC)-Markt unter der Nummer 6244 notiert.

## Geschäftsbereiche
Mit dem Geschäftsbereich Motech Solar wurde das Unternehmen im Jahr 1999 der erste Hersteller von Solarzellen in Taiwan. Das Kerngeschäft ist die Forschung und Entwicklung sowie die Herstellung und die Vermarktung von mono- und polykristalliner Silizium-Solarzellen. Außerdem werden Inverter und Spannungscontroller für die Photovoltaik-Branche hergestellt. Der Geschäftsbereich Solar erwirtschaftete im Jahr 2007 zirka 98 Prozent des gesamten Unternehmensumsatzes.

## Aktie
Seit 15. Mai 2003 wurden Aktien des Unternehmens zunächst außerbörslich in Taiwan gehandelt (Aktiennummer 6244). Der Handel erfolgt seit 2007 auch in London und erreichte im selben Jahr einen Spitzenkurs von umgerechnet 14 US-Dollar. Seit 2008 ist die Aktie an den deutschen Börsen in Berlin und Frankfurt verfügbar. Unter anderem vor dem Hintergrund der Finanzkrise 2007 sank der Kurswert der Aktie bis Ende des Jahres 2008 auf ein Zehntel. Das Unternehmen ist im Photovoltaik Global 30 Index gelistet.